# Goliath (automóviles)
Goliath-Werke Borgward & Co. fue un fabricante de automóviles alemán fundado por Carl F. W. Borgward y Wilhelm Tecklenborg en 1928. Formaba parte del grupo Borgward y tenía su sede en Bremen. Se especializó en automóviles y motocarros de tres ruedas y también en automóviles de tamaño mediano. Sus vehículos se vendieron bajo la marca Goliath.

## Primeros años

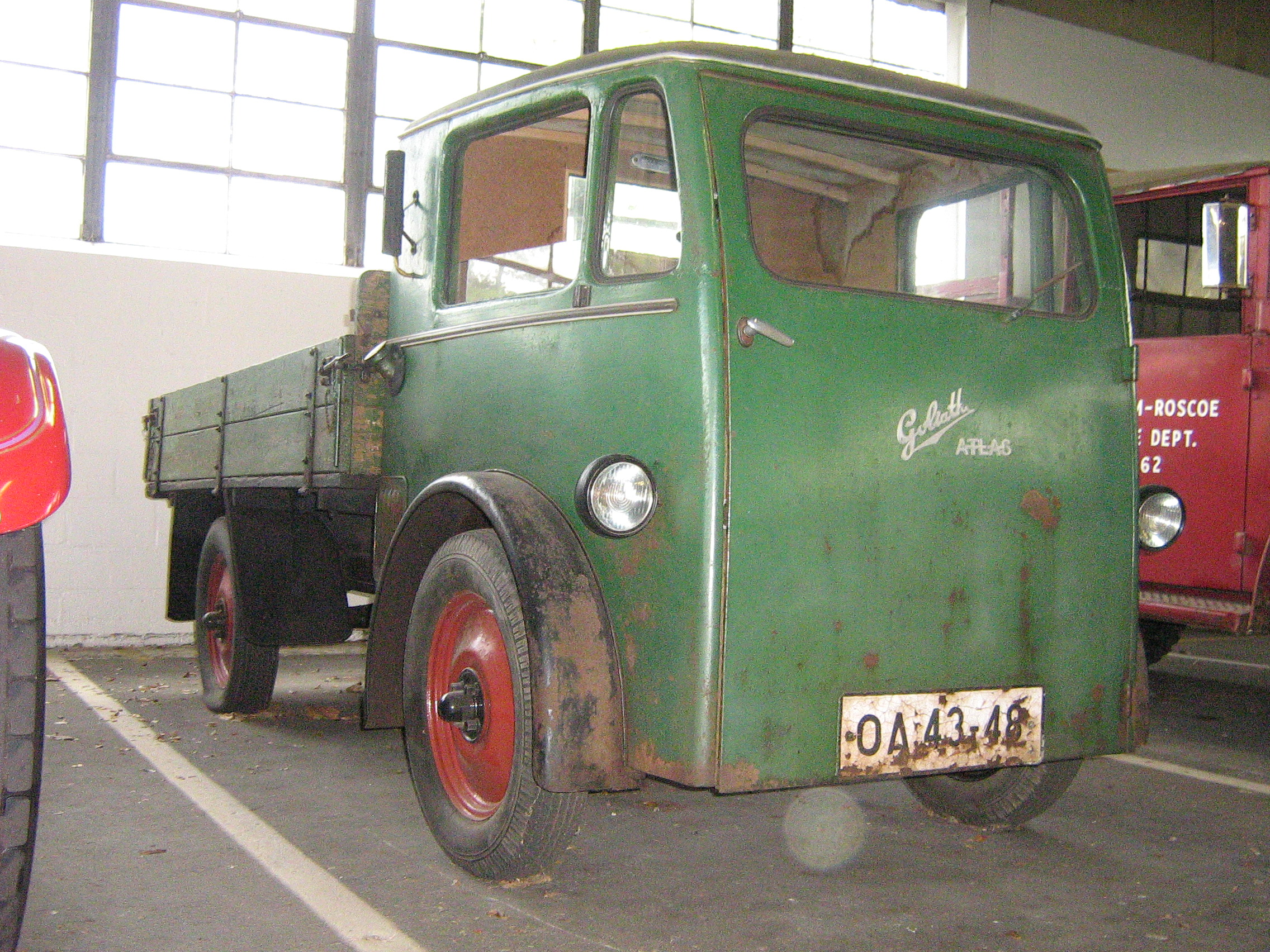
Goliath Atlas (1934)

Los primeros modelos fueron motocarros de tres ruedas derivados de las motocicletas Blitzkarren, Goliath Rapid y Standard, previamente construidas por Borgward.
En 1926 apareció el camión de carga Goliath K1 de cuatro ruedas con cabina abierta, seguido del Goliath Express de 1929, y ya con cabina de conductor cerrada el Goliath Atlas de 1932, también vendido como Hansa-Lloyd Atlas.
El primer automóvil de pasajeros fue el Goliath Pionier en 1931, que todavía tenía tres ruedas y un motor de un cilindro. Hasta 1934, 4000 de estos pequeños coches se fabricaron con distintos tipos de carrocería.
En 1933, los motocarros de tres ruedas "Goliath F200 y F400" utilizaron la base del "Goliath Pionier", rediseñado a su vez para dar origen a su sucesor comercializado bajo la marca Hansa, con modelos de turismos de cuatro ruedas como los 400 y 500 con carrocería de chapa. En 1938 también cambiaron a carrocería de chapa los FW200 y FW400 como sucesores de los F200 y F400.

## Después de la Segunda Guerra Mundial

### Turismos

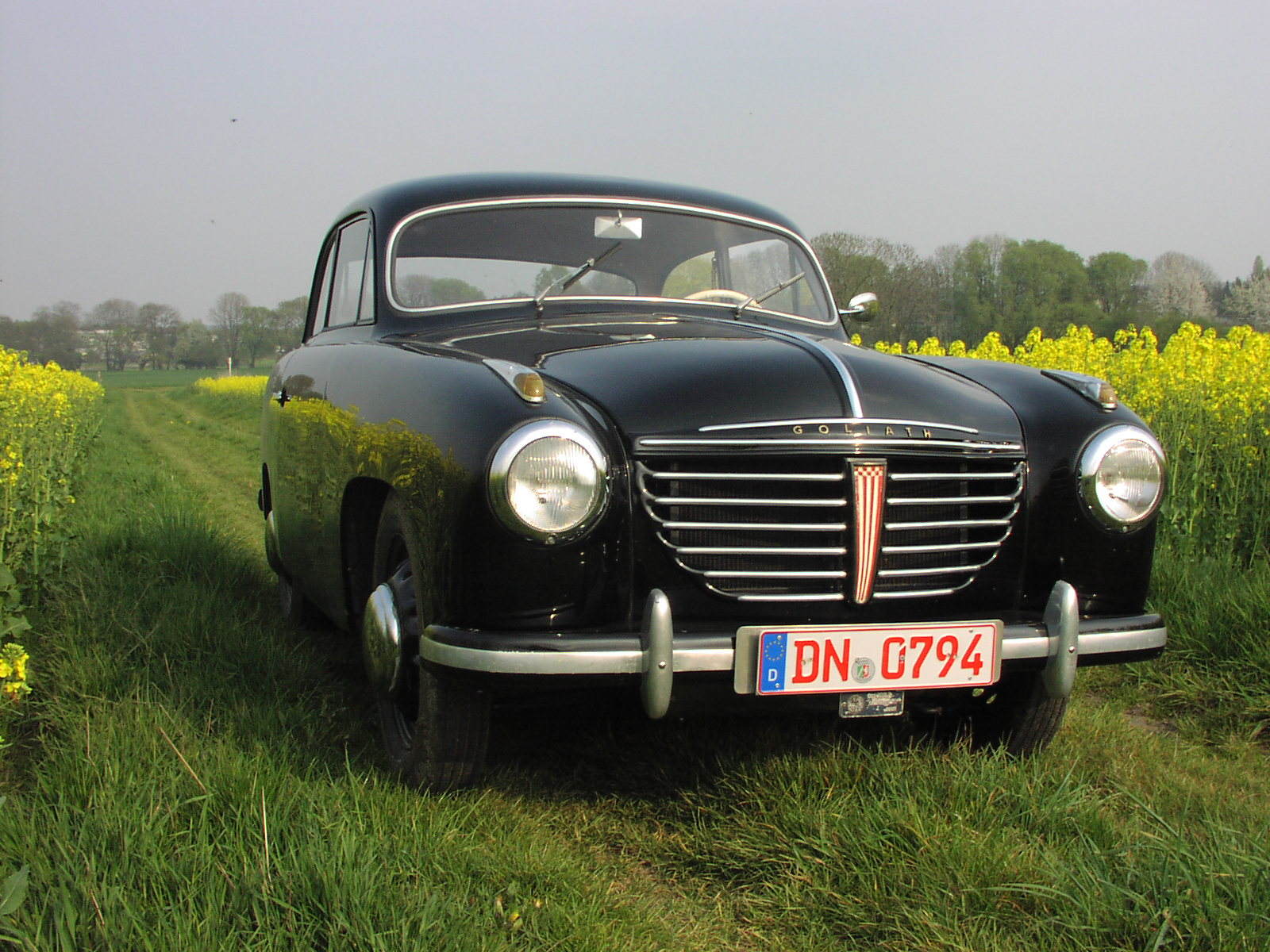
Goliath GP700 2-puertas sedán

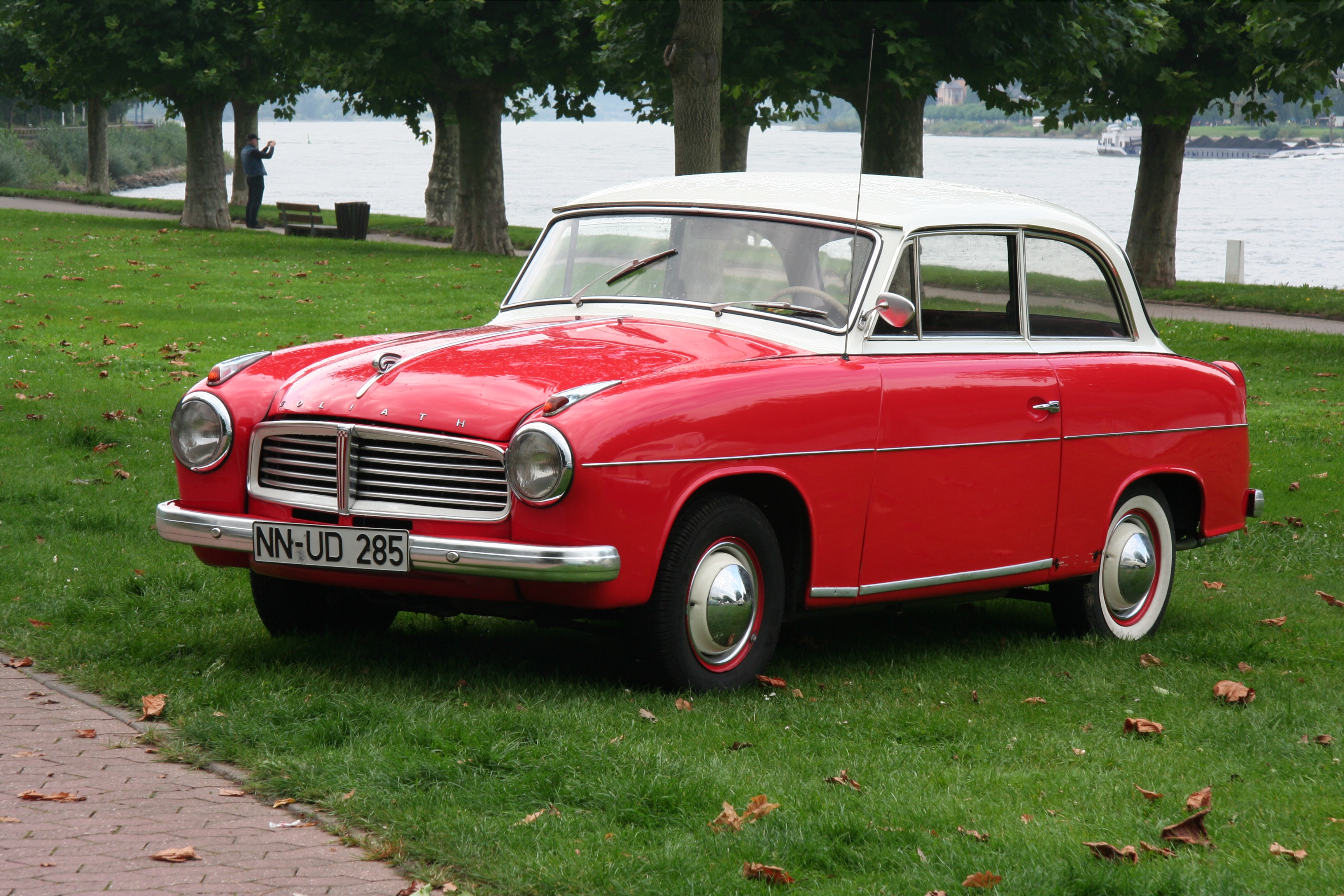
Goliath 1100 2-puertas sedán

Se fabricaron sedanes de dos puertas con tracción delantera, familiares y cupés.
- Goliath GP700 (1950-1957): con motor transversal de dos cilindros en línea de dos tiempos, refrigerado por agua (anticipándose al Mini y a otros muchos automóviles recientes). En 1952, Goliath introdujo la inyección directa de combustible de Bosch, casi al mismo tiempo que el Gutbrod Superior 600; fueron los dos primeros coches en utilizar esta tecnología.
- Goliath GP900 (1955–1957): con motor transversal de dos cilindros en línea de dos tiempos, refrigerado por agua, inyección directa de combustible Bosch disponible.
- Goliath 1100 (1957-1958): con motor cuatro cilindros opuestos de cuatro tiempos refrigerado por agua. Renombrado "Hansa 1100" para desligarlo de la imagen del motocarro de tres ruedas.
- Goliat Empress (1953-1961)

### Camiones ligeros
- Goliath F400 tricar (1933-1937)

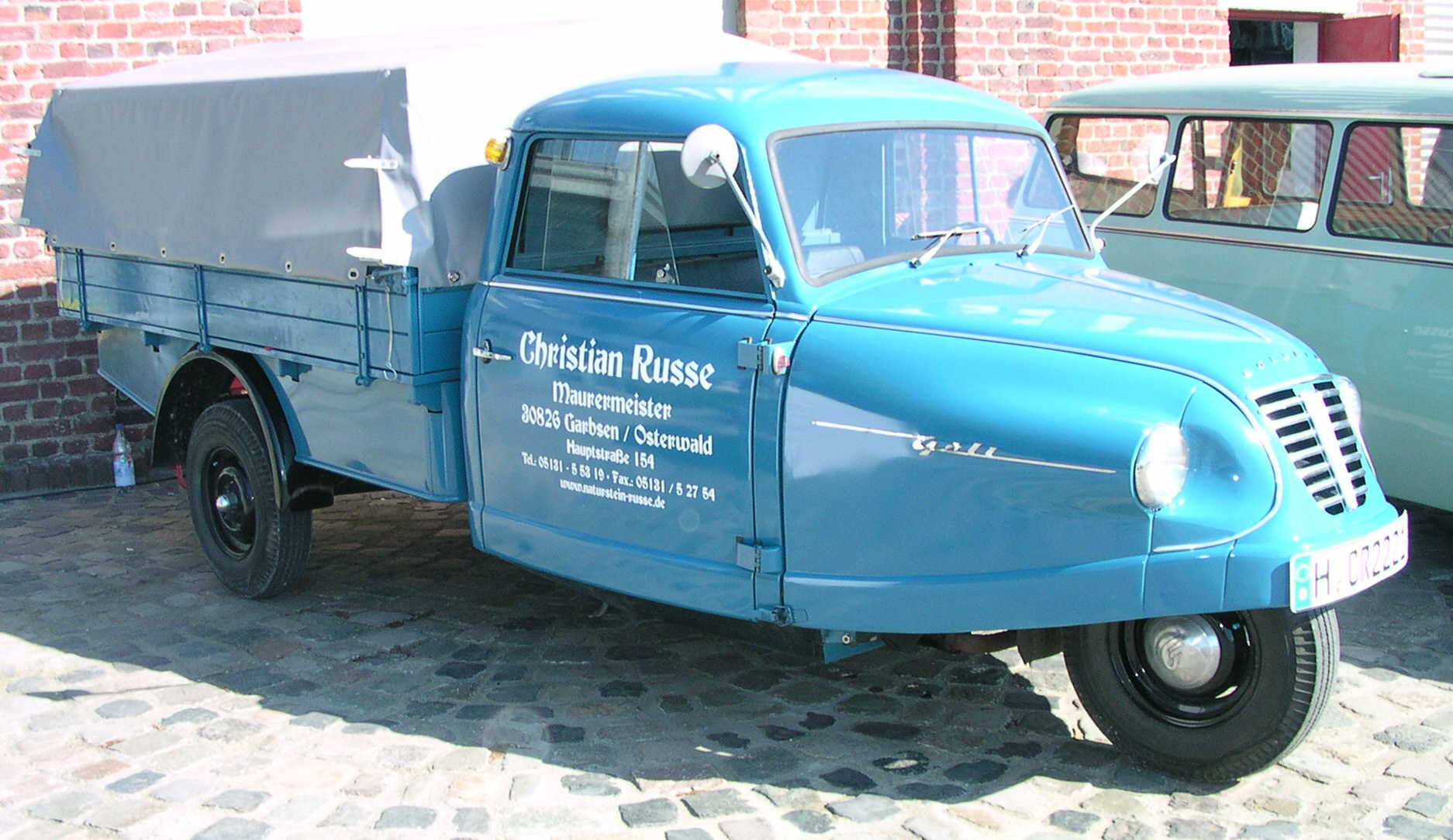
Goliath Goli, camioneta de tres ruedas

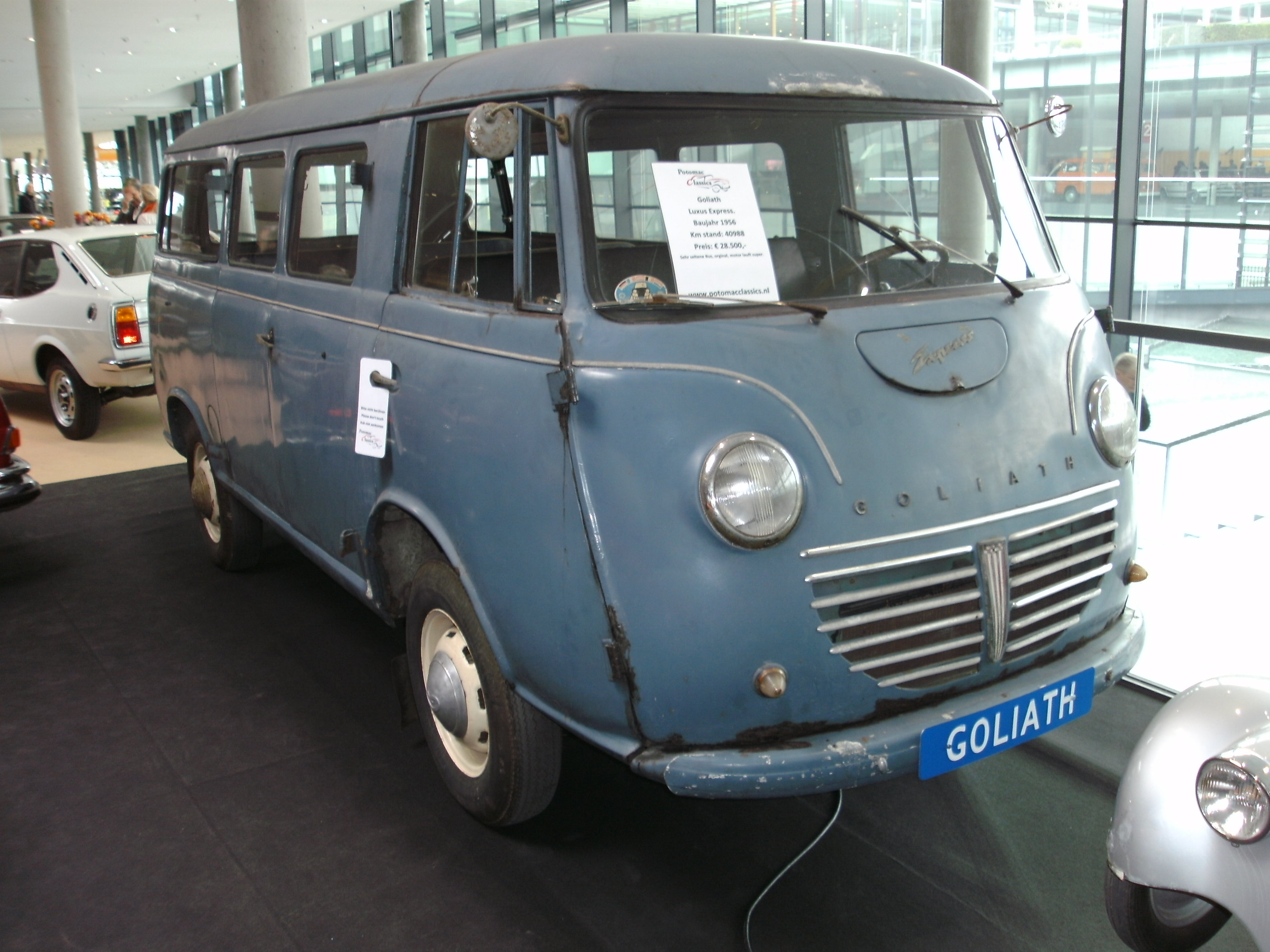
Goliath Express (1956)

- Goliath FW400 de tres ruedas (1938-1939)
- Goliath GD750 de tres ruedas (1949-1955)
- Goliath Goli de tres ruedas (1955-1961)
- Goliath GV800 (1951-1953)
- Goliath Express (1953-1961),[1] un diseño de tracción delantera con motor delantero que se ofrecía en los estilos de carrocería pickup, furgoneta con paneles y furgoneta con ventanas.[1] Disponible con el motor de 688 cc del GP700, la unidad de 886 cc del GP900 y, a partir de 1957, con un nuevo motor de 1093 cc.[1]

## Cierre
A partir de 1958, los modelos Goliath 1100 se vendieron bajo la marca Hansa, dado que el grupo Borgward quería desligarse de la imagen de los primitivos modelos de tres ruedas y con motor de dos tiempos.
Tres años después, en 1961, el grupo Borgward quebró, precipitando la desaparición de las marcas Goliath y Hansa.